# 單饋電機
單饋電機（Singly-fed electric machine）是指包括常用电动机及發電機的用語，只要馬達或是發電機只有一組連接到繞組的接線，即稱為單饋電機，像感應馬達、直流無刷馬達都屬於單饋電機。

## 外部連結
- Slobodan N. Vukosavic. . Springer. 2012-07-31  [2025-08-04]. ISBN 9781461403999.